# Амиров, Темирлан Нуртазаулы
Темирлан Нуртазаулы Амиров (каз. Темірлан Нұртазаұлы Әміров; род. 13 апреля 1997, Кыземшек, Южно-Казахстанская область) — казахстанский футболист, нападающий клуба «Арыс».

## Карьера
Футбольную карьеру начал в 2016 году в составе клуба «СДЮШОР № 7» во второй лиге.
В 2018 году перешёл в «Кыран».
В начале 2020 году играл за «Атырау».
В 2021 году подписал контракт с клубом «Туран» Туркестан. 13 марта 2021 года в матче против клуба «Астана» дебютировал в казахстанской Премьер-лиге. 4 апреля 2021 года в матче против клуба «Кайсар» забил свой дебютный мяч в казахстанской Премьер-лиге.

## Достижения
«Атырау»
- Победитель Первой лиги: 2020

## Клубная статистика
| Игровая карьера | Игровая карьера | Игровая карьера | Ч-т | Ч-т | Кубок | Кубок | Межд. | Межд. | Др. | Др. |
| --------------- | --------------- | --------------- | --- | --- | ----- | ----- | ----- | ----- | --- | --- |
| 2016            | СДЮШОР № 7      | В               | 25  | 4   | -     | -     | -     | -     | -   | -   |
| 2017            | СДЮШОР № 7      | В               | 29  | 14  | 2     | 1     | -     | -     | -   | -   |
| 2018            | Кыран           | Б               | 13  | 4   | 1     | 0     | -     | -     | -   | -   |
| 2018            | Кыран-М         | В               | 27  | 13  | -     | -     | -     | -     | -   | -   |
| 2019            | Кыран           | Б               | 19  | 5   | -     | -     | -     | -     | -   | -   |
| 2019            | Кыран-М         | В               | 4   | 2   | -     | -     | -     | -     | -   | -   |
| 2020            | Атырау          | Б               | 3   | 0   | -     | -     | -     | -     | -   | -   |
| 2021            | Туран           | А               | 24  | 5   | 5     | 0     | -     | -     | -   | -   |